# 松家徳二

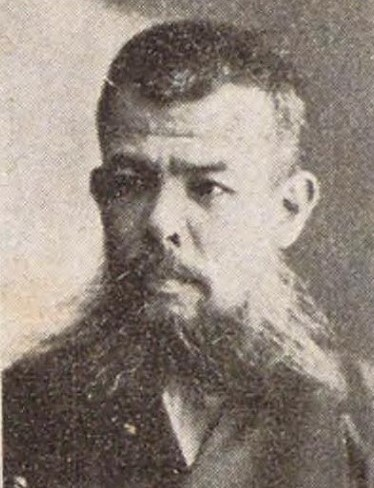
松家徳二

松家 徳二（まつか とくじ、1871年4月20日（明治4年3月1日）- 1929年（昭和4年）11月14日）は、明治から大正期の農業経営者、政治家。衆議院議員。

## 経歴
讃岐国寒川郡、後の香川県大川郡富田村（大川村、大川町を経て現さぬき市）で、農業・大庄屋、松家茂太郎の二男として生まれる。郷校で学んだ後、山川塾で漢学を修め、大阪に遊学した。1894年（明治27年）家督を相続した。
1898年（明治31年）香川県会議員に選出された。1902年（明治35年）8月、第7回衆議院議員総選挙に香川県郡部から立憲政友会所属で出馬して当選。以後、第11回総選挙まで当選し、衆議院議員を連続5期務めた。